# 平等者公社
平等者公社，是由古斯巴达“全权公民”结成的排他性公社。旨在维护奴隶主内部的关系，加强对奴隶的统治。其成员号称“平等者”，共同享有份地，由国有奴隶希洛人为之耕种，行公餐制度，过集体的军事生活。公元前四世纪因斯巴达人贫富急剧分化，公社趋于解体。